# King Arthur (opera)
King Arthur, o The British Worthy (Z. 628), è una semi-opera in cinque atti con musica di Henry Purcell e un libretto di John Dryden. Fu eseguita per la prima volta al Dorset Garden Theatre, a Londra, alla fine di maggio o all'inizio di giugno 1691.
La trama si basa sulle battaglie tra i britannici e i sassoni di Re Artù, piuttosto che sulle leggende di Camelot (sebbene Mago Merlino faccia la sua apparizione). È una spettacolo della Restaurazione, che include personaggi soprannaturali come Cupido e Venere, oltre a riferimenti agli dei germanici dei Sassoni, Odino, Thor e Freia. Il racconto è incentrato sugli sforzi di Artù per recuperare la sua fidanzata, la cieca principessa della Cornovaglia Emmeline, che è stata rapita dal suo acerrimo nemico, il re sassone Oswald del Kent.